# Ruine Dellingen
Die Ruine Dellingen ist die Ruine einer Höhenburg auf 775 m ü. NN beim Ortsteil Waldhausen der Stadt Bräunlingen im Schwarzwald-Baar-Kreis in Baden-Württemberg.

## Geschichte
Die Burg wurde – im Unterschied zur lange viel jüngeren Einschätzung – wahrscheinlich im Zeitraum des späten 11. bis frühen 12. Jahrhunderts erbaut. Sie gilt damit als eine der ältesten Burganlagen der Baar, wobei neuere Lesefunde auf der Burgstelle diese Annahme bestärken. Erbauer der Burg war vermutlich der niedere Ortsadel von Waldhausen oder Dellingen. Ab dem 14. Jahrhundert wird die Anlage als „Burgstall“ bezeichnet. 1483 werden die Grafen von Lupfen als Lehensträger genannt, um 1512 liegt der Besitz in den Händen des Georg Stähelin von Stockburg. 1550 erfolgt der Verkauf an den Fürstenberger Grafen Friedrich II. Ob die Burg in späterer Zeit aufgelassen, also ihrem allmählichen Verfall preisgegeben, oder im Bauernkrieg zerstört wurde, ist ungeklärt.

## Beschreibung
Von der ehemaligen Burganlage hat sich die Ruine des Wohnturms erhalten. Seine rund 1,8 Meter dicken Mauerreste erheben sich in eine Höhe von vier bis fünf Metern. Diese bilden ein etwa zehn mal zehn Meter großes Mauergeviert mit 42 Quadratmetern Innenfläche. Eine Besonderheit bildet der ebenerdige Turmeingang in der Nordmauer. Südseitig wird das Mauerwerk in etwa mittig von einer Scharte durchbrochen. Neben weiteren geringen Mauerresten ist der ehemalige Burggraben mit dem äußeren Wall in nahezu ursprünglichem Zustand erkennbar.